# Iridopsis wnotata
Iridopsis wnotata là một loài bướm đêm trong họ Geometridae.